# ウラル爆撃機計画
ウラル爆撃機計画は、ドイツ空軍による長距離爆撃機開発計画である。
この計画はヴァルター・ヴェーファー将軍（ドイツ空軍参謀長）の主導によって1930年代始めに計画された。しかしヴェーファーは1936年に墜落事故で死亡したこともあり、その直後にこの計画は破棄された。

## 計画内容
ヴェーファー（1933年に着任したドイツ空軍の首席補佐官）は将来、戦略爆撃機が重要になると考えていた。ソビエト連邦との戦争で、ドイツ軍はモスクワよりも東方には侵攻することはないだろうと彼は見込んでいたが、モスクワより東方にはスターリンによって最近疎開させられた工業地帯があった。その工業地帯はモスクワから遠く、既存の爆撃機では手の届かない位置にあった。
そこでヴェーファーは、地上軍による侵攻を行わずに、これらの工業地帯に被害を与えるための戦略爆撃機を使用することを提案した。
ウラル爆撃機計画という名の下にヴェーファーはドイツの主要な航空機製造会社であるドルニエ社とユンカース社の2社と長距離爆撃機の要求仕様について秘密裏に折衝を始めた。2社はそれぞれにドルニエ Do 19とユンカース Ju 89を提案し、1935年にドイツ航空省（Reichsluftfahrtministerium , 略称RLM）は両社に試作機を発注した。

## 計画放棄
1936年4月、ヴェーファーは航空機の墜落事故で死亡し、彼の死と共に戦略爆撃機の構想は取り消された。ヴェーファーの代理であったアルベルト・ケッセルリンクは戦略爆撃機よりも小型の戦術爆撃機を大量に運用することのほうが重要と考えていたためである。
ケッセルリンクは双発爆撃機の熱烈な支持者であり、急降下爆撃機を好んだウーデットを支援していた。この偏った考えはユンカース Ju 88中型爆撃機の設計に影響を与えた。さらに大きな災厄として重爆撃機であるハインケル He 177を巨大な急降下爆撃機に設計変更させている。また、重爆撃機で急降下爆撃を行うのは機体強度等で多くの問題があった。
しかし通説に反して、ウラル爆撃機計画を放棄させたのはケッセルリンクではなく、ケッセルリンク、エルンスト・ウーデットおよびエアハルト・ミルヒのアドバイスに従ってヘルマン・ゲーリングが第二次世界大戦開戦前にナチス・ドイツで戦略爆撃機の開発中止を支持していたとの説もある。
ミルヒはドイツの航空機産業にはウラル爆撃機のような巨大な機体を量産する体力がないと考え、計画の中止を求めており、ゲーリングは計画を握りつぶした後に「総統は我々がどれだけの数の爆撃機を持っているか質問されることはあっても、爆撃機の大きさを質問されることはない。」と語ったとされている。
しかし、ゲーリングは1943年後半には重爆撃機の不足を嘆き、中爆撃機が重爆撃機より優れていると彼に語った人々を皮肉って「劣っているといわれた重爆撃機はすばらしい仕事をしている。ドイツを端から端まで破壊しているよ。」（当時ドイツはアメリカ・イギリス軍の重爆撃機による戦略爆撃を受けていた）と辛辣に語っている。

## 計画放棄後
ウラル爆撃機計画の候補機として設計されたJu 89も計画放棄にともなって開発が中止されている。ルフトハンザが低出力エンジンに換装した旅客機型を要求したことによりJu 89を元にJu 90が設計された。また、ウラル爆撃機計画が取り消された時点で、部分的に完成していたJu 89試作3号機が旅客機型に再組み立てされている。
Ju 90はドイツにおける長距離飛行が可能な数少ない航空機の一つであったために、偵察機として軍でも運用された。
Ju 90は後にユンカース Ju 390に発展した。Ju 390はアメリカ爆撃機計画（Amerika Bomber）の参加機体の一つとなった。

## 以降の重爆撃機計画
ウラル爆撃機計画が放棄された後も、ドイツの重爆撃計画は完全にはなくなったわけではなく、ドイツ空軍の作戦部門の中からゲーリングに対して、5トンの搭載量をもってニューヨークまで飛行可能な航空機を必要とする仕様書が提出された。
この仕様から「アメリカ爆撃機計画」（Amerikabomber-Projekt）が生まれている。